# Imiquimod

Fórmula: 1-isobutil-1H-imidazo[4,5-c]quinolin-4-amina

Imiquimod é um quimioterápico  tópico usado para tratar tumores na pele, como carcinoma basocelular, verruga anogenital e queratose. Foi descoberto pela equipa laboratorial da empresa 3M americana e recebeu aprovação pela FDA americana para ser comercializado sob o nome Aldara.

## Mecanismo de ação
O Imiquimod potencializa a produção do interferon, que tem efeito antiviral, antiproliferativo e antiangiogênico. Estimula também as células de Langerhans, principais células apresentadoras de antígenos da epiderme, a migrarem até os linfonodos e ativarem a produção de linfócitos T. Imiquimod é um modificador da resposta biológica, mimetizando o que ocorre na resposta imune normal quando o HPV é reconhecido pelo sistema imune.

## Modo de usar
O modo de utilização vai variar com a condição clínica da pessoa, sendo que na maioria das vezes o imiquimode é usado para tratamento de verrugas ou condilomas genitais.
- Verrugas externas - três vezes por semana, em dias alternados.[6]
- Queratose actínica - duas vezes por semana, em dias alternados.[6]
- Carcinoma basocelular - cinco vezes na semana, por exemplo, deixando o final de semana sem as aplicações.[6]

A aplicação do creme em sachê deve acontecer à noite, antes de dormir. A pessoa pode aplicar ou pode pedir ajuda de outra pessoa.

## Efeitos colaterais
Os possíveis efeitos adversos incluem reações inflamatórias locais, como bolhas, sensação de queimação, vermelhidão da pele, pele seca, coceira, rachaduras na pele, secreção, descamação, ulceração, feridas, inchaço e reações sistêmicas, como febre, sintomas gripais, dor de cabeça e cansaço.